# Longipalpus quadriguttatus
Longipalpus quadriguttatus là một loài bọ cánh cứng trong họ Cerambycidae.